# منطقة حرجة بيئيا

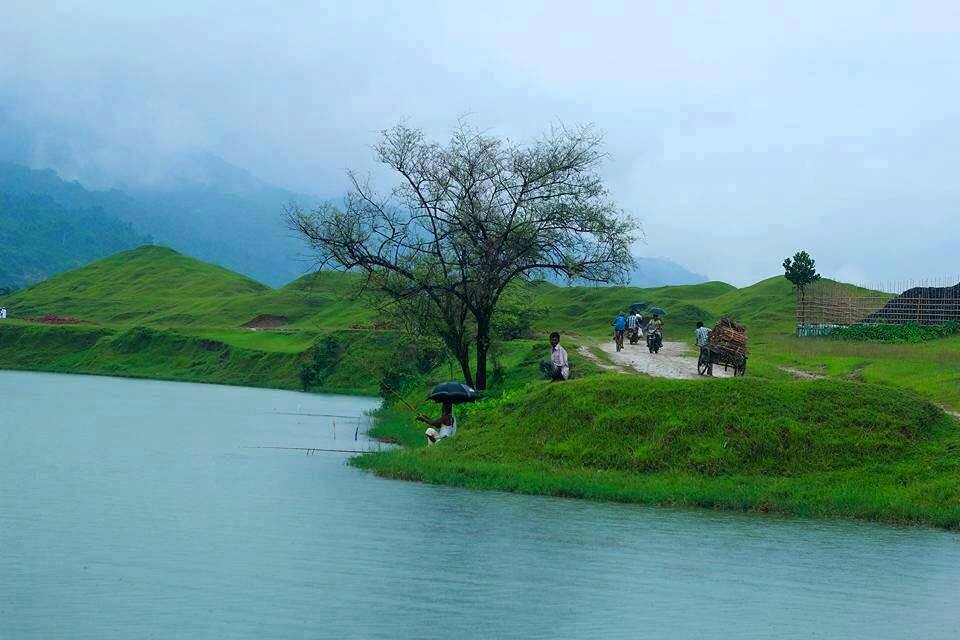
منطقة بيئية.

المنطقة الحرجة بيئيًا هي منطقة حماية البيئة في بنغلاديش. في عام 1995، يمكن اعتبار مناطق محددة في بنغلاديش مناطق حرجة بيئيًا نتيجة لقانون الحفاظ على البيئة.
يوجد في بنغلاديش مجموعة واسعة من النظم البيئية التي تشمل أكثر من 300 نهر التي تخلق بيئات المياه البحرية والمياه العذبة. هناك العديد من المناطق التي تم اعتبارها مناطق حرجة بيئيًا. تقع كوكس بازار على حدود بنغلاديش وميانمار في الركن الجنوبي الشرقي من بنجلاديش. تقع شبه جزيرة تكناف على بعد 80 كم من الشاطئ الرملي وتضم مجموعة متنوعة من الأنواع باعتبارها واحدة من أطول الشواطئ في العالم. تعد جزر سوناديا موطنًا لبعض غابات المنغروف الأخيرة التي تضم أنواعًا متميزة يمكنها تحمل الملوحة العالية لغابات المنغروف في هذه المنطقة. تحتوي سونداربانس أيضًا على غابات المنغروف وسميت منطقة حرجة بيئيًا لأنها لا تزال تعاني من الاستغلال المفرط والتنمية الحضرية غير القانونية. تشتهر جزيرة سانت مارتن بالطحالب المرجانية التي تطغى على شعابها الصخرية. الجزيرة ملجأ للأنواع البحرية المهددة عالميًا. وأخيرًا، فإن هاكالوكي هاور الموجود في سيلهيت الكبرى منطقة حرجة بيئيًا لأنه يحتوي على كمية واسعة من موائل الأراضي الرطبة التي تدعم مجموعة متنوعة من الحياة.
تم إعلان بحيرة جولشان- باريدارا في عام 2001. في سبتمبر 2009، أعلنت وزارة البيئة عن الأنهار الأربعة حول العاصمة دكا - نهر بوريجانجا، نهر شيتالاكشيا، نهر توراغ ونهر بالو - على أنها مناطق محمية بيئيًا.